# Гохберг Ізраїль Цудикович
Гохберг Ізраїль Цудикович (23 вересня 1928 — 12 жовтня 2009) — молдавський, радянський та ізраїльський математик.

## Життєпис
Ізраїль Гохберг народився в колонії Тарутине на півдні Бессарабії в родині Цудіка Іціковіча і Хаї Ісааківни Гохберг. Це поселення — тепер райцентр Тарутинського району Одеської області України — в ті роки було населене переважно швабськими німцями; чверть населення становили євреї.
І. Ц. Гохберг — один із засновників і довічний президент International Workshops on Operator Theory and Applications (IWOTA [Архівовано 14 липня 2007 у Wayback Machine.]). IWOTA організовує міжнародні конференції з теорії операторів та їх додатків (22 таких конференцій до 2011). Гохберг був організатором 11 так званих «тепліцевих читань» — міжнародних конференцій в Тель-Авівському університеті, присвячених пам'яті математика Отто Теплиця, який після втечі з нацистської Німеччини жив з сім'єю в Єрусалимі.
2007 року йому присуджено премію НАН України імені М. Г. Крейна.

### Конференції, присвячені І. Гохбергу
- IWOTA 2011 [Архівовано 13 серпня 2011 у Wayback Machine.]
- A one day conference dedicated to Israel Gohberg on his 80th anniversary
- Conference in Honor of Israel Gohberg's 70-th Birthday [Архівовано 26 січня 2008 у Wayback Machine.]